# Усугский сельсовет
Усугский сельсовет  — административно-территориальная единица и муниципальное образование со статусом сельского поселения в Курахском районе Дагестана Российской Федерации.
Административный центр — село Усуг.

## Население
| 2002 | 2010 | 2012 | 2013 | 2014 | 2015 | 2016 |
| ---- | ---- | ---- | ---- | ---- | ---- | ---- |
| 609  | ↘593 | ↘554 | ↘552 | ↘539 | ↗552 | ↘535 |
| 2017 | 2018 | 2019 | 2020 | 2021 | 2023 | 2024 |
| ↘525 | ↘511 | ↘498 | ↗500 | ↘439 | ↗440 | ↘438 |
| 2025 |      |      |      |      |      |      |
| ↘435 |      |      |      |      |      |      |

## Состав
| № | Населённый пункт | Тип населённого пункта       | Население |
| - | ---------------- | ---------------------------- | --------- |
| 1 | Укуз             | село                         | ↗39       |
| 2 | Усуг             | село, административный центр | ↘212      |
| 3 | Хвередж          | село                         | ↘188      |